# Диалло, Хабиб
Хаби́б Мухамаду́ Диалло́ (фр. Habibou Mouhamadou Diallo; род. 15 июня 1995, Тиес) — сенегальский футболист, игрок футбольного клуба «Дамак» и национальной сборной Сенегала. Играет на позициях центрального нападающего, левого полузащитника или вингера.

## Клубная карьера
Диалло является воспитанником дакарской футбольной академии «Женерасьон Фут», в которой он занимался с 2006 по 2013 год.
Летом 2013 года переехал во Францию и присоединился к клубу «Мец». На протяжении двух сезонов сенегалец выступал за резервную команду клуба, а также регулярно привлекался к тренировкам с основным составом. 10 июля 2015 года заключил профессиональный контракт с «Мецем» и начал играть за основной состав. В сезоне 2015/16 он провёл 17 матчей и забил 9 голов во втором дивизионе чемпионата Франции. В июле 2016 года заключил с «Мецем» новый контракт на четыре года. В сезоне 2016/17 Диалло играл с клубом уже в первом дивизионе, но не смог проявить себя, забив лишь один гол в 19 матчах.
В январе 2017 года был отдан в аренду до конца сезона клубу «Брест», где в 16 матчах второй лиги сумел забить семь раз. Сезон 2017/18 сенегалец вновь провёл в «Бресте» на правах аренды, был основным игроком команды, сыграв 34 матча и забив в них 9 голов.
Перед началом сезона 2018/19 вернулся в «Мец». 3 августа 2018 года в матче против «Орлеана» в Лиге 2 он отметился четырьмя забитыми голами, а встреча завершилась со счётом 5:1. В сезоне 2018/19 помог «Мецу» выиграть второй дивизион, сам он при этом с 26 забитыми голами стал лучшим бомбардиром команды.

## Выступления за сборную
В 2015 году Диалло был приглашён в сборную Сенегала на Кубок африканских наций среди игроков до 23 лет. На турнире Хабиб сыграл четыре матча, в которых забил два гола. Его команда дошла до полуфинала турнира, где уступила Нигерии, а в матче за третье место уступила сборной ЮАР.
В ноябре 2018 года впервые был вызван в национальную сборную Сенегала тренером Алиу Сиссе. 17 ноября в матче отборочного турнира к Кубку африканских наций против команды Экваториальной Гвинеи он дебютировал в сборной, выйдя на замену во втором тайме.

## Достижения

### Командные
Сборная Сенегала
- Обладатель Кубка африканских наций: 2021

### Награды
- Гранд-офицер Национального ордена Льва (Сенегал) (2022)

## Статистика выступлений

### Клубная статистика
| Выступление      | Выступление      | Выступление      | Лига | Лига | Кубок | Кубок | Кубок лиги | Кубок лиги | Итого | Итого |
| Клуб             | Лига             | Сезон            | Игры | Голы | Игры  | Голы  | Игры       | Голы       | Игры  | Голы  |
| ---------------- | ---------------- | ---------------- | ---- | ---- | ----- | ----- | ---------- | ---------- | ----- | ----- |
| Мец              | II               | 2015/16          | 17   | 9    | 0     | 0     | 1          | 0          | 18    | 9     |
| Мец              | I                | 2016/17          | 19   | 1    | 1     | 0     | 3          | 0          | 23    | 1     |
| Брест            | II               | 2016/17          | 16   | 7    | 0     | 0     | 0          | 0          | 16    | 7     |
| Мец              | I                | 2017/18          | 1    | 0    | 0     | 0     | 0          | 0          | 1     | 0     |
| Брест            | II               | 2017/18          | 34   | 9    | 2     | 2     | 0          | 0          | 36    | 11    |
| Брест            | Итого за «Брест» | Итого за «Брест» | 50   | 16   | 2     | 2     | 0          | 0          | 52    | 18    |
| Мец              | II               | 2018/19          | 37   | 26   | 3     | 0     | 3          | 0          | 43    | 26    |
| Мец              | I                | 2019/20          | 26   | 12   | 1     | 0     | 0          | 0          | 27    | 12    |
| Мец              | Итого за «Мец»   | Итого за «Мец»   | 100  | 48   | 5     | 0     | 7          | 0          | 112   | 48    |
| Всего за карьеру | Всего за карьеру | Всего за карьеру | 150  | 64   | 7     | 2     | 7          | 0          | 164   | 66    |

### Матчи за сборную
| № | Дата            | Оппонент              | Счёт | Голы | Соревнование               |
| - | --------------- | --------------------- | ---- | ---- | -------------------------- |
| 1 | 17 ноября 2018  | Экваториальная Гвинея | 1:0  | 0    | Отборочный турнир КАН-2019 |
| 2 | 10 октября 2019 | Бразилия              | 1:1  | 0    | Товарищеский матч          |
| 3 | 13 ноября 2019  | Республика Конго      | 2:0  | 1    | Отборочный турнир КАН-2021 |
| 4 | 17 ноября 2019  | Эсватини              | 4:1  | 0    | Отборочный турнир КАН-2021 |
| 5 | 11 ноября 2020  | Гвинея-Бисау          | 2:0  | 0    | Отборочный турнир КАН-2021 |
| 6 | 15 ноября 2020  | Гвинея-Бисау          | 1:0  | 0    | Отборочный турнир КАН-2021 |

Итого: сыграно матчей: 6 / забито голов: 1; победы: 5, ничьи: 1, поражения: 0.